# Stato libero d'Islanda
Lo Stato libero d'Islanda (in islandese: Þjóðveldið Ísland o semplicemente Þjóðveldið) era il paese esistente in Islanda tra la fondazione dell'Alþingi (930) ed il giuramento di fedeltà alla corona norvegese (1262); questo periodo della storia dell'Islanda è chiamato in islandese Þjóðveldisöld ("Epoca dello Stato libero"). Fu costituito dagli abitanti dell'Islanda di quel periodo, per la maggior parte immigrati dalla Norvegia fuggiti dall'unificazione del loro paese sotto re Harald Bellachioma.

## Il sistema deigoðorð
Lo Stato libero d'Islanda aveva una struttura insolita. A livello nazionale, l'Alþingi fungeva insieme da corte giudiziaria e da organo legislativo, e non c'era alcun re o autorità centrale esecutiva di sorta; l'Islanda era divisa in numerosi goðorð (sia singolare che plurale), in sostanza clan o alleanze guidate da capitani chiamati goðar (singolare goði), che provvedevano alla difesa e nominavano giudici che risolvessero le dispute tra membri dello stesso goðorð. I goðorð non erano entità territoriali: l'appartenenza ad un goðorð era una scelta individuale, ed ognuno poteva, almeno in teoria, cambiare goðorð a suo piacimento. La carica di goði non poteva essere assegnata per elezione da un gruppo di uomini di classe inferiore: essa infatti era proprietà del goði stesso, e poteva essere comprata, venduta, prestata ed ereditata.

## Altri organi
Se una persona voleva protestare contro una decisione presa dalla corte del suo goðorð o se era nata una disputa tra membri di differenti goðorð, il caso andava riferito ad un'autorità superiore, cioè una delle quattro corti regionali che avevano il potere di formare l'Alþingi, costituito dai goðar delle quattro parti dell'Islanda (nord, sud, est, ovest). L'Alþingi in seguito creò una "quinta corte" nazionale, la più alta di tutte, in cui erano presenti più goðar che nelle altre.
L'Alþingi riuscì solo in parte a fermare le faide; Magnus Magnússon lo definisce "uno scomodo sostituto della vendetta". Tuttavia poteva agire molto rapidamente: nel 1000, anno della cristianizzazione dell'Islanda, per prevenire  l'invasione da parte del re cristiano Olaf I di Norvegia, l'Alþingi decretò che tutti gli Islandesi sarebbero stati battezzati, e proibì la pubblica celebrazione di rituali pagani; pochi anni dopo ne fu proibita anche la celebrazione in privato.
Nel 1117 le leggi islandesi furono messe per iscritto, e questo codice scritto prese in seguito il nome di Grágás.

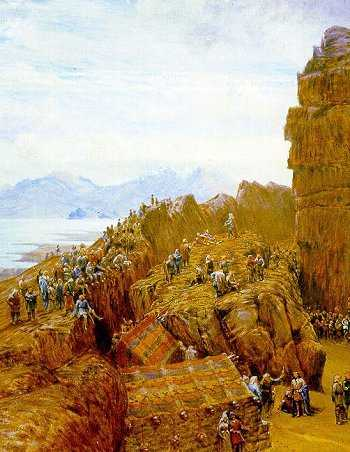
L'Alþingi, in un dipinto del XIX secolo di W. G. Collingwood

L'operato di questo sistema è un tema frequente in alcune delle saghe della letteratura islandese, soprattutto nelle Íslendingasögur: opere come la Njáls saga e la Laxdœla saga ci forniscono molti dettagli, sebbene la loro accuratezza sia oggetto di aspri dibattiti.

## Guerra
I seguaci dei vari goðar dovevano prestare per lui servizio militare; essi erano organizzati in plotoni o compagnie basate sul loro status sociale e sull'equipaggiamento, che a loro volta si univano in eserciti o leiðangr (armate di contadini liberi, analogo scandinavo dei fyrd anglosassoni) più vasti. La tradizione militare islandese del tempo seguì da vicino quella norvegese: non viene ricordato alcun reparto organizzato di cavalleria o di truppe equipaggiate con armi da assedio, mentre il grosso delle forze era costituito di unità di fanteria leggera, media o pesante, con arcieri o frombolieri sparsi in mezzo ad esse come aiuto nelle schermaglie.
Prima della fine dello Stato libero d'Islanda, almeno 21 fortezze e castelli erano stati costruiti in Islanda.
Durante la guerra civile islandese, in media in battaglia combattevano meno di 1000 uomini, con un indice di mortalità di appena il 15%: questo indice basso è stato attribuito alla mentalità delle faide di sangue che permeava la società e la cultura islandese del tempo, secondo cui massacrare un esercito sconfitto era motivo di disonore per un uomo.

## Declino e caduta
All'inizio del XIII secolo, durante l'Epoca degli Sturlungar (1200-1262), lo Stato libero d'Islanda cominciò a soffrire di contrasti interni molto seri, che sfociarono in una guerra civile tra due potenti famiglie (tra cui quella degli Sturlungar che diede il nome all'epoca) per il controllo dell'isola; nel frattempo il re di Norvegia cominciò ad esercitare pressioni sui suoi vassalli in Islanda perché ponessero il paese sotto il suo comando. In un'Islanda in cui l'Alþingi aveva sempre meno potere, martoriata dalle lotte intestine e soffocata dalle pressioni estere, i capi del paese alla fine accettarono il re norvegese Haakon IV come loro sovrano e firmarono il Gamli sáttmáli ("Vecchio Patto") nel 1262. Con questo atto, lo Stato libero d'Islanda cessò di esistere.